# Scharlacheiche (Berlin-Altglienicke)

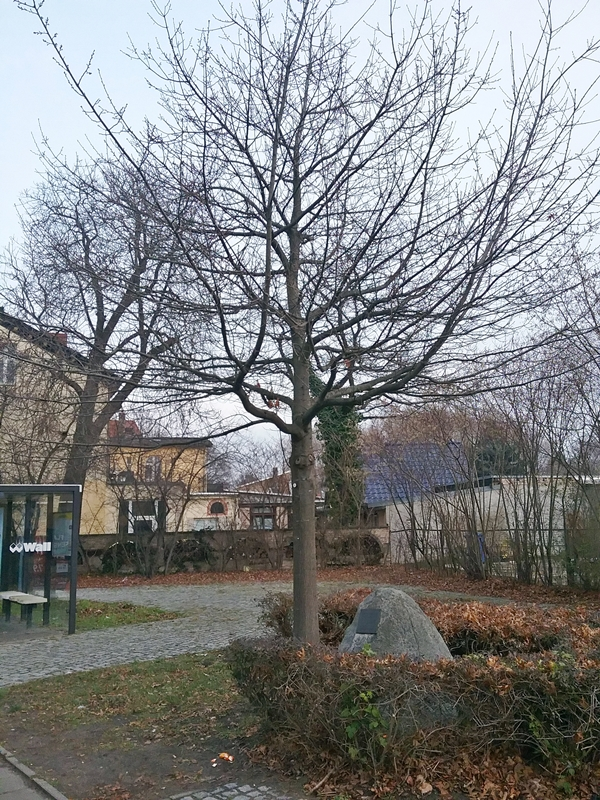
Scharlacheiche (Berlin-Altglienicke)

Die Scharlacheiche ist eine Scharlach-Eiche im Berliner Ortsteil Altglienicke des Bezirks Treptow-Köpenick.

## Beschreibung

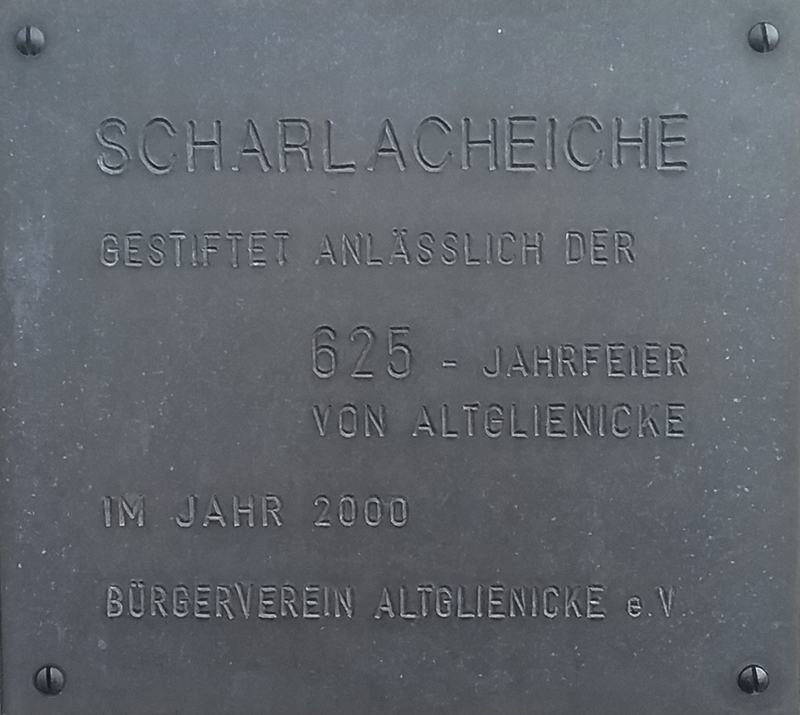
Gusseiserne Tafel

Die Scharlacheiche steht an der Straßenecke Köpenicker Straße und Besenbinderstraße. Neben dem Baum liegt ein hellgrauer Findling, auf dem eine von der Kunstschmiedewerkstatt Achim Kühn hergestellte gusseiserne Tafel befestigt ist, die im Dezember 2000 in Anwesenheit des Vereinsvorsitzenden Dr. Helmut Rademacher und Bezirksstadtrat Dieter Schmitz enthüllt wurde. Auf der Tafel steht folgende Inschrift: Scharlacheiche / gestiftet anlässlich der / 625-Jahrfeier / von Altglienicke / im Jahr 2000 / Bürgerverein Altglienicke e.V.